# Raphia abrupta
Raphia frater là một loài bướm đêm trong họ Noctuidae.